# Alkibiades

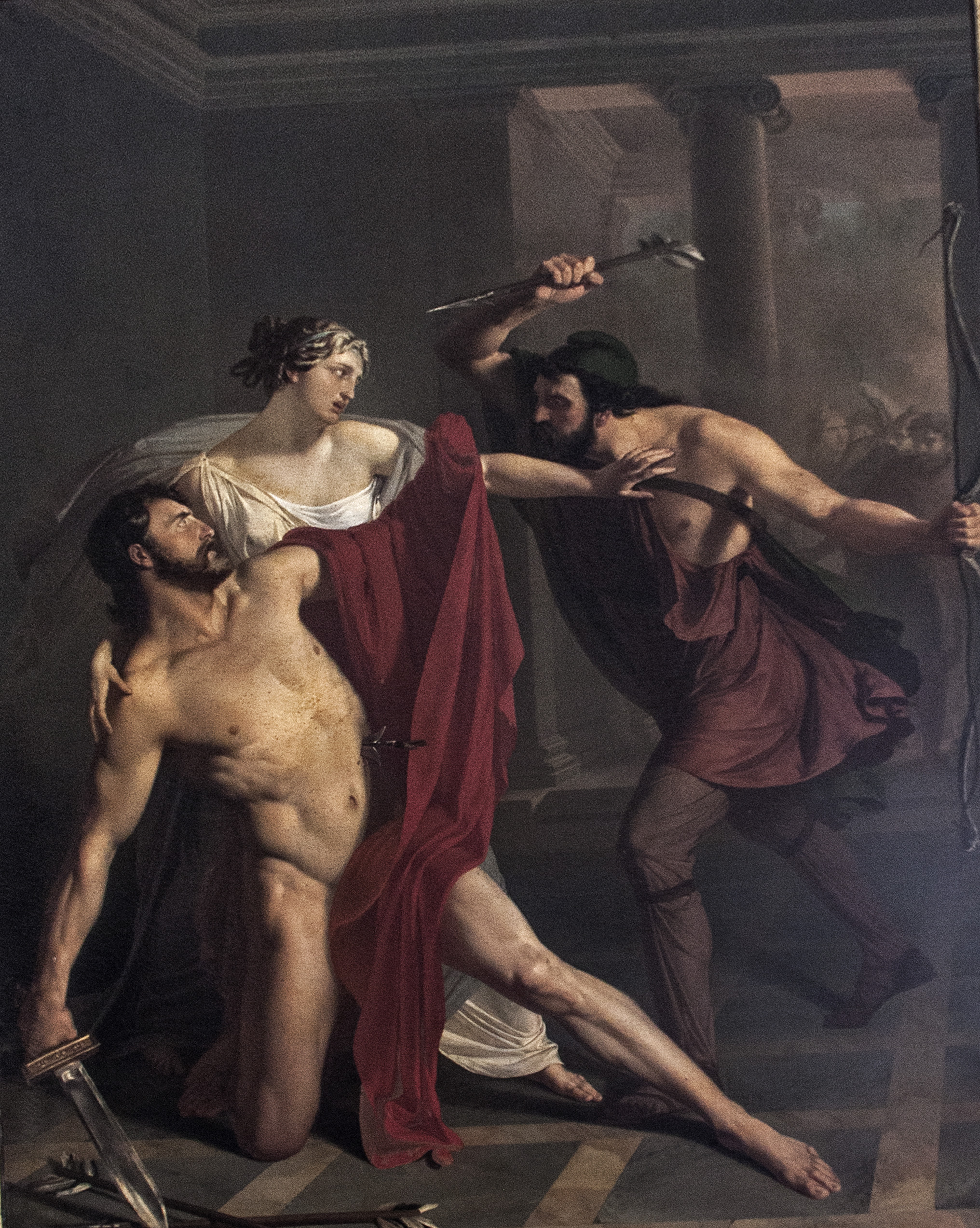
Michele de Napoli (1808–1892): Morte di Alcibiade (cirka 1839).

Alkibiades (grekiska: Ἀλκιβιάδης Κλεινίου Σκαμβωνίδης), född cirka 450 f.Kr., mördad 404 f.Kr., var en grekisk politiker och militär.

## Biografi
Alkibiades är en av den atenska historiens största personligheter och en framstående politiker och härförare. Han hade personlig karisma, men han var också stolt, ärelysten och hänsynslös maktpolitiker.
Strax före den flottexpedition mot Sicilien som Alkibiades hade blivit utsedd att leda år 415 f.Kr, blev han tillsammans med oratorn Andokides misstänkt i den så kallade Hermokopidaffären, då ett stort antal heliga hermesstatyer under en natt hade skändats i Aten. Under Alkibiades frånvaro åtalades han i Aten för missaktning av religionen och dömdes senare till döden. Hämndlysten begav han sig till ärkefienden Sparta, som tog emot honom med öppna armar. Med stor skicklighet ledde han spartanerna i ett fälttåg mot Aten, som besegrades. Han medverkade också till ett förbund mellan Sparta och en persisk satrap – ståthållare. 
Emellertid ådrog han sig den spartanske kungens fiendskap och flydde till Persien och lyckades efter diverse intriger återvända till Aten, där han utsågs till amiral över den atenska flottan. I den befattningen besegrade han den spartanska flottan vid två sjöslag 411 f.Kr. vid Abydos och 410 f.Kr. vid Kyzikos, varefter han utsågs till oinskränkt fältherre över de atenska krigsstyrkorna. Efter ett nederlag avsattes Alkibiades och han gick då i landsflykt till Persien, där han med spartansk hjälp mördades.
Som litterär gestalt figurerar Alkibiades i flera av Platons dialoger.